# Phyllonorycter distentella
Phyllonorycter distentella là một loài bướm đêm thuộc họ Gracillariidae. Loài này có từ Đức tới Bồ Đào Nha, Ý và Hungary và từ Đảo Anh đến miền nam Nga.
Sải cánh của loài này dài từ 8–9 mm. Có hai lứa trưởng thành vào tháng 5 và một lần nữa vào tháng 8.
Ấu trùng ăn Quercus pubescens và Quercus robur. Chúng ăn lá nơi chúng thường làm tổ.